# Isometria (geometria)
Isometria é uma transformação geométrica que, aplicada a uma figura geométrica, mantém as distâncias entre pontos. Ou seja, os segmentos da figura transformada são geometricamente iguais aos da figura original, podendo variar a direção e o sentido. Os ângulos mantêm também a sua amplitude. Existe isometrias simples e isometrias compostas. As isometrias simples podem ser rotações, translações e reflexões.
Sem nos apercebermos, as isometrias aparecem constantemente no nosso dia a dia. A borboleta é um exemplo da simetria axial. As rodas gigantes são também exemplos de uma rotação. 
Já em tempos antigos as isometrias eram utilizadas. A arte, a pintura, a cerâmica e a tecelagem tem padrões que acabam por ser um exemplo de isometrias. 
Na cerâmica chinesa pode ver-se a presença da utilização de transformações geométricas na sua decoração. Já na cerâmica marajoara, por exemplo, a decoração era normalmente feita através de símbolos geométricos e padrões simétricos.
O geómetra alemão Felix Klein no seu célebre programa de Erlangen (1872) sugeriu que a "simetria" (conceito que, em português, poderia ser mais fielmente traduzido por "isometria") seria o princípio organizador e unificador da geometria (na altura utilizava-se o termo "geometrias", no plural). Este é um princípio mais abrangente que axiomático. Inicialmente abriu caminho a investigações sobre grupos relacionados com as "geometrias"). Em consequência, estabeleceu-se o termo "transformação geométrica" (aspecto da Nova Matemática, mas muito controverso na prática matemática actual). Este conceito é, hoje, aplicado, sob várias formas, como um modelo aplicado na resolução de vários problemas.
M. C. Escher foi um artista, arquiteto que, na sua obra, exprimia a matemática. Podemos encontrar por exemplo isometrias,rotações simetrias, translações...
“...apesar de não possuir qualquer conhecimento ou treino nas ciências exatas, sinto muitas vezes que tenho mais em comum com os matemáticos do que com os meus colegas artistas...”

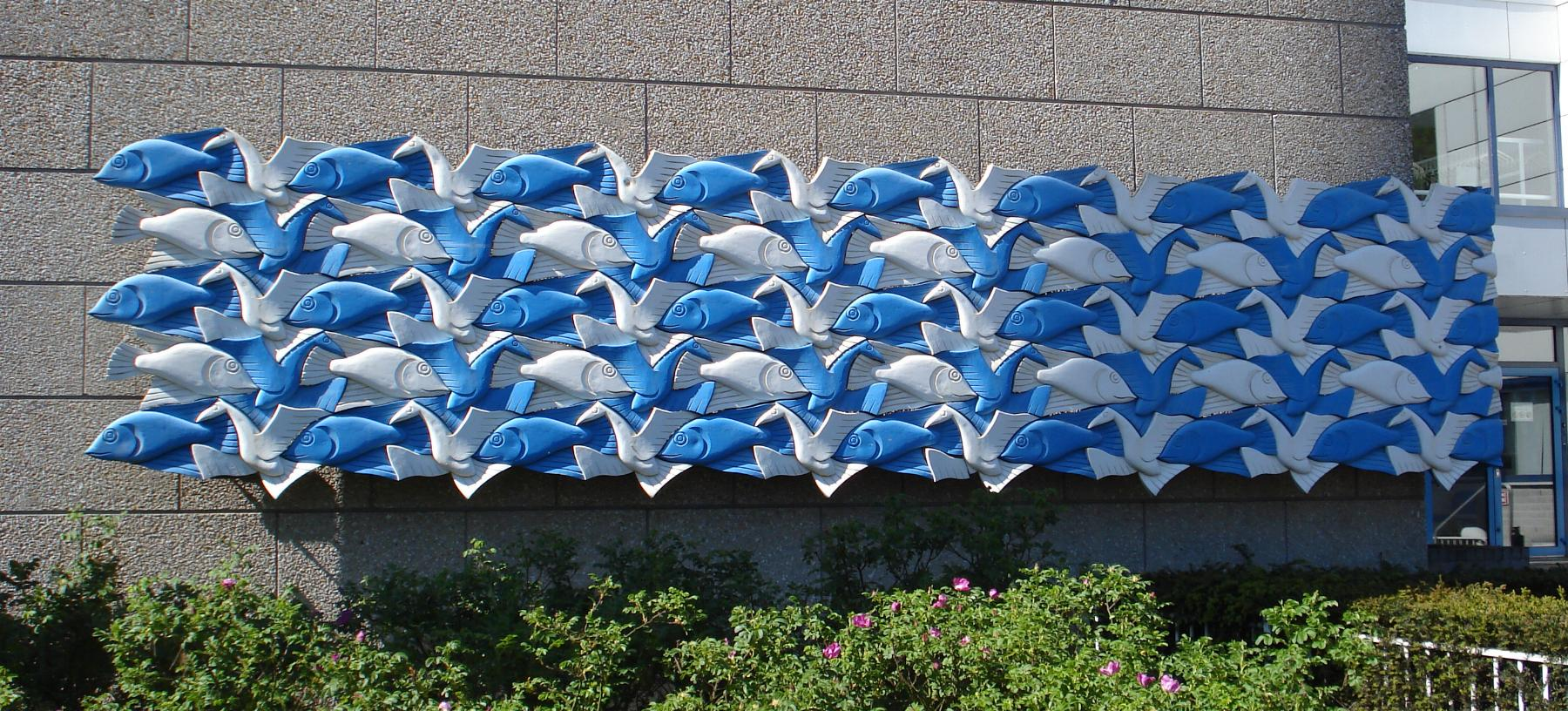

## Definição
Uma aplicação {\displaystyle f:X\to Y} entre espaços métricos diz-se uma isometria se {\displaystyle d_{Y}(f(x_{1}),f(x_{2}))=d_{X}(x_{1},x_{2}),} para quaisquer {\displaystyle x_{1},x_{2}\in X.}
Chamamos isometrias às aplicações que transformam uma figura geométrica numa outra geometricamente igual à primeira, ou seja, é uma aplicação que conserva as distâncias entre os pontos e a amplitude dos ângulos.
Uma isometria é uma transformação geométrica do plano que conserva os comprimentos dos segmentos de reta e as amplitudes dos ângulos.